# Нураков, Исак
Иса́к Нура́ков (кирг. Исак Нураков; 1906 год, село Додомель — 1982 год, село Казарман, Тогуз-Тороуский район, Джалал-Абадская область) — старший табунщик колхоза «Додомель» Тогуз-Тороузского района Джалал-Абадской области, Киргизская ССР. Герой Социалистического Труда (1948). Депутат Верховного Киргизской ССР.

## Биография
Участвовал в Великой Отечественной войне. Был уволен из состава 39-го запасного стрелкового полка.
После демобилизации возвратился в родное село, где трудился чабаном в колхозе «Додомель» Тогуз-Тороуского района. Позднее возглавлял бригаду чабанов.
В 1947 году бригада Исака Нуракова вырастила в среднем по 100 ягнят от каждой сотни овцематок. Указом Президиума Верховного Совета СССР от 15 сентября 1948 года удостоен звания Героя Социалистического Труда с вручением ордена Ленина и золотой медали «Серп и Молот».
Избирался депутатом Верховного Совета Киргизской (1951—1955).
С 1968 года — персональный пенсионер союзного значения.
После выхода на пенсию проживал в селе Казарман, где скончался в 1982 году.